# Chindongo socolofi
Espèce
Chindongo socolofi est une espèce de poissons d'eau douce de la famille des Cichlidae endémique du lac Malawi en Afrique de l'Est.

## Description
Chindongo socolofi mesure jusqu'à 67 mm, queue non comprise. Ce poisson présente une bande noire sur le dessus de la nageoire dorsale pour les poissons originaires de Mara Point et de Tumbi Point, alors que ceux de Cobuè et de Mbweca en sont dépourvus. Par ailleurs certaines femelles n'ont pas les ocelles distincts.

## Répartition
Ce poisson est endémique du lac Malawi où il se rencontre au Mozambique, mais il a probablement été introduit au Malawi.

## Galerie de photos

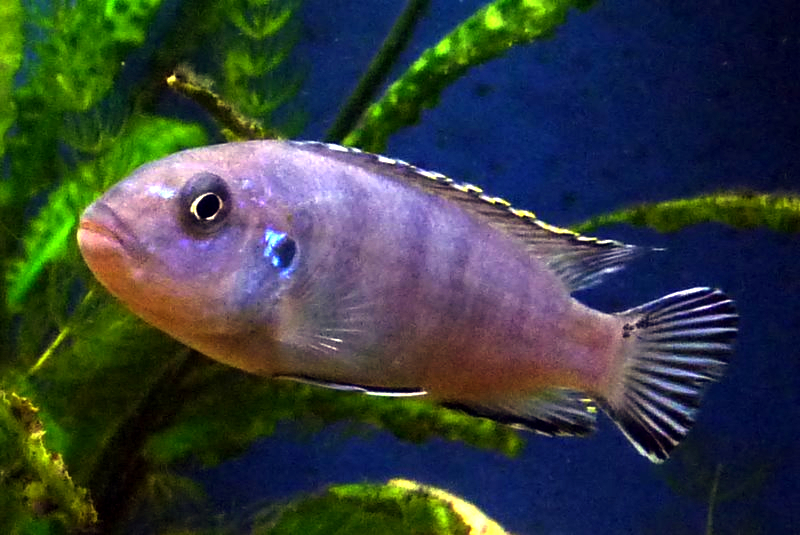
Femelle adulte en aquarium.
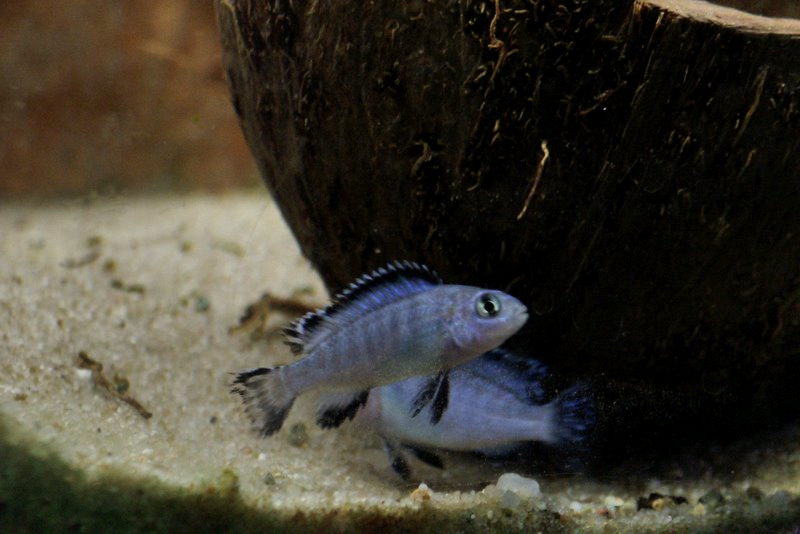
Jeunes Pseudotropheus socolofi.
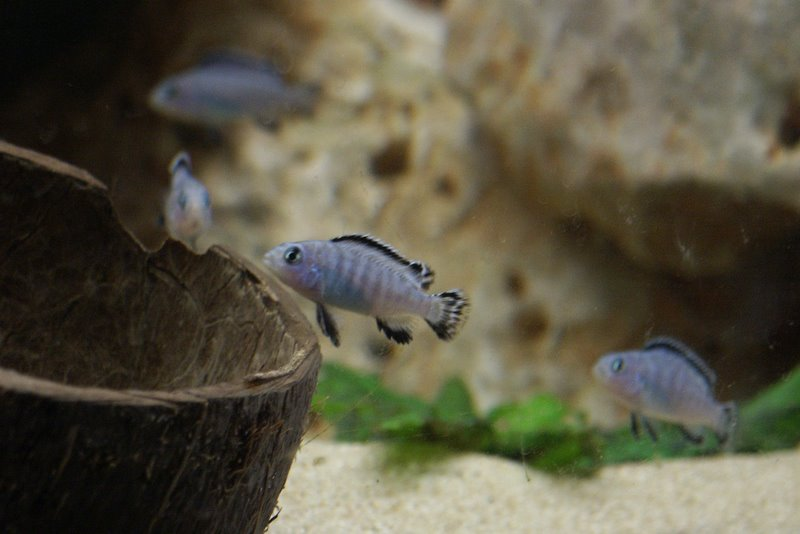
Jeunes en aquarium.

## Systématique
Le nom valide complet (avec auteur) de ce taxon est Chindongo socolofi (Johnson (d), 1974).
Ce taxon porte en français le nom vernaculaire ou normalisé suivant : Pseudotropheus Pindani.
Chindongo socolofi a pour synonyme :
- Pseudotropheus socolofi Johnson, 1974

### Étymologie
Son épithète spécifique, socolofi, lui a été donnée en l'honneur de Ross Socolof (1925-2009), exportateur, éleveur et grossiste de poissons d'aquarium, « qui a contribué à la connaissance des poissons d'aquarium au fil des ans ».

### Publication originale
- (en) D. S. Johnson, « Three new cichlids from Lake Malawi », Today's Aquarist, États-Unis, vol. 1, no 3,‎ octobre 1974, p. 38-42 (ISSN 1040-2098).